# بيل ووكر (سياسي بريطاني)
بيل ووكر (بالإنجليزية: Bill Walker)‏ هو مهندس وسياسي بريطاني، ولد في 31 مارس 1942 في إدنبرة في المملكة المتحدة. نشط حزبياً في الحزب القومي الاسكتلندي. وقد انتخب عضو البرلمان الاسكتلندي الرابع ‏ عن دائرة Dunfermline (Scottish Parliament constituency) ‏ وقد انضم خلال فترته النيابية ‏ (4 مارس 2012 – 7 سبتمبر 2013)  للكتلة البرلمانية مستقل وفي الانتخابات النيابية العمومية الاسكتلندية 2011 ‏، انتخب عضو البرلمان الاسكتلندي الرابع ‏ عن دائرة Dunfermline (Scottish Parliament constituency) ‏ وقد انضم خلال فترته النيابية ‏ (5 مايو 2011 – 4 مارس 2012)  للكتلة البرلمانية الحزب القومي الاسكتلندي.